# Walting
Walting è un comune tedesco di 2 392 abitanti, situato nel land della Baviera. In passato si chiamo' Pfünz.
Il suo territorio è bagnato dal fiume Altmühl.